# Astrape
Astrape (altgriechisch Ἀστραπή Astrapḗ, deutsch ‚Blitz‘) ist in der griechischen Mythologie die Personifikation des Blitzes.

## Begriff
Ein Mythos der Astrape ist in der Literatur nicht überliefert, Plinius beschreibt jedoch ein Gemälde des Malers Apelles aus dem 4. Jahrhundert v. Chr., auf dem Astrape personifiziert dargestellt wurde. Philostrat beschreibt ein weiteres Gemälde, in dem Astrape mit einem Blitzen ihrer Augen Semele den Tod bringt. Pausanias berichtet von einem Kult in Trapezous in Arkadien zum Andenken an die dort von der Bevölkerung verortete Gigantomachie, in deren Zuge den Blitzen, dem Sturm (Thyelle) und dem Donner (Bronte) Opfer dargebracht wurden. Als geflügeltes Wesen wird Astrape auf einer apulischen Loutrophore dargestellt.
Ansonsten erscheint Astrape als Name eines der Pferde des Helios, die den Sonnenwagen über das Firmament ziehen, als Name, der in anderer Fassung als Sterope überliefert ist. Die Himmelserscheinung schlägt sich auch in dieser Deutung nieder, zumal der Dämon des aufleuchtenden Blitzes, der Kyklop Steropes oder Asteropes, dem gleichen Namensumfeld entstammt.